# All Star United
All Star United é uma banda de rock cristão norte-americana, formada em 1996 em Nashville, Tennessee.
O vocalista Ian Eskelin, venceu um Dove Awards em 2008 na categoria "Producer of the Year", pelo álbum All Star United de 1997.

## Discografia[2]
EP
- Let's Get Crazy (2000)

Álbuns de estúdio
- The Good Album (2009)
- Love and Radiation (2006)
- Revolution (2002)
- International Anthems For the Human Race (1998)
- All Star United (1997)

## Membros
Integrantes
- Ian Eskelin — vocal
- Adrian Walther — baixo
- Christian Crowe — bateria
- Brian Whitman — guitarra

Ex-integrantes
- Matt Payne — bateria (2000 - 2003)
- Mike Payne — bateria (2002 - 2003)
- Jeremy Hunter — baixo (2002 - 2003)
- Patrick McCullum — teclados (até 1999)
- Brian Whitman — guitarra (até 1996 - presente)
- Gary Miller — baixo (até 1997)
- Dave Clo — guitarra (1997 - 1999)
- Troy Daugherty — guitarra (2000)
- Stephen Ekstedt — guitarra (1999 - 2000)